# Braġjoli
Braġjoli é um prato tradicional da culinária de Malta.
Consiste em bifes de bovino enrolados, recheados com um preparado feito com pão ralado, toucinho fumado, alho, salsa, ovo cozido, linguiça maltesa, e limão, entre outros ingredientes possíveis. Os bifes enrolados neste recheio são estufados lentamente em vinho tinto maltês.